# Правителство на Петко Каравелов 3
Третото правителство на Каравелов е дванадесето правителство на Княжество България, назначено с прокламация „Към българския народ“ от 12 август 1886 г.
Второто временно правителство учредено три дни след детронирането на княз Александър I Батенберг с цел разрешаване политическата криза в страната управлява до 16 август 1886 г., след което е заменено от първото правителство на Васил Радославов.

## Политика
През август 1886 г. в София в отсъствието на детронаторите е образувано правителство начело с Петко Каравелов. Два дни по-късно, след като е предотвратена опасността от гражданска война, Стефан Стамболов изпраща телеграма до княз Батенберг, намиращ се по това време в Австро-Унгария, с която го кани отново да заеме престола. Част от войсковите единици, участвали в бунта, са разформировани, а офицерите – разжалвани или дадени на съд.
Поради рзногласия при оценката на вътрешнополитическото положение между ръководителите на контрапреврата и правителството Каравелов подава оставка.

## Съставяне
Кабинетът, оглавен от Петко Каравелов, е образуван от представители на различни политически сили, обединени около идеята за предотвратяване на гражданска война и преодоляване на политическата криза.

### Кабинет
Сформира се от следните 6 министри и един председател.
| министерство                      | име | име                | партия                          |
| --------------------------------- | --- | ------------------ | ------------------------------- |
| председател на Министерския съвет |     | Петко Каравелов    | Либерална партия                |
| външни работи и изповедания       |     | Константин Стоилов | Консервативна партия            |
| вътрешни работи                   |     | Васил Радославов   | Либерална партия (радослависти) |
| народно просвещение               |     | Тодор Иванчов      | Либерална партия (радослависти) |
| финанси                           |     | Иван Гешов         | Народна партия                  |
| правосъдие                        |     | Гаврил Орошаков    | Либерална партия                |
| военен                            |     | Олимпий Панов      | военен                          |

В краткия си период на водене не са правени промени.

## Събития
- 9 август 1886 – образувано е правителство в резултат на споразумение с офицерите, извършили преврата. В замяна на отказа им от властта Каравелов обещава на тях и на дипломатическия представител на Русия да не допусне завръщане на изгонения от България княз.[3] Това го противопоставя на ръководителите на контрапреврата в Търново и Пловдив, Стефан Стамболов и Сава Муткуров.
- 12 август 1886 – след безуспешни преговори Каравелов подава оставка, като изтегля подчинените си войски от София и предотвратява въоръжен сблъсък между привържениците и противниците на Батенберг.[4]